# Ланцюг Паппа Александрійського

Ланцюг Паппа Александрійського

Ланцюг Паппа Александрійського — кільце всередині двох дотичних кругів, заповнених попарно дотичними кругами менших діаметрів. Досліджена Паппом Александрійським у III столітті н. е.

## Побудова
Беремо точки {\displaystyle A,B,C} у такому порядку на одній прямій та побудуємо кола {\displaystyle C_{U}} та {\displaystyle C_{V}} з діаметрами {\displaystyle AB} та {\displaystyle AC} відповідно, центри яких позначимо {\displaystyle U} та {\displaystyle V}. Фігура, обмежена колами, схожа з арбелосом (але складається з двох дуг окружності замість трьох) та допускає ланцюг кіл, так як і у теоремі Паппа Александрійського. При цьому кожне коло з ланцюга дотикається окружності {\displaystyle C_{U}} ззовні, окружності {\displaystyle C_{V}} зсередини та двох сусідніх кіл ланцюга.

## Властивості
- Центри {\displaystyle P_{n}} кіл ланцюга розташовані на спільному еліпсі, фокусами якого є центри {\displaystyle U} и {\displaystyle V} кіл яка охоплює фігури, оскільки сума відстаней від центру n-го до точок {\displaystyle U} та {\displaystyle V} не залежить від n:

{\displaystyle {\overline {\mathbf {P} _{n}\mathbf {U} }}+{\overline {\mathbf {P} _{n}\mathbf {V} }}=\left(r_{U}+r_{n}\right)+\left(r_{V}-r_{n}\right)=r_{U}+r_{V}}
- Якщо {\displaystyle r=AC/AB}, то центр {\displaystyle P_{n}} та радіус {\displaystyle r_{n}} n-го кола ланцюга задаються формулами

{\displaystyle \left(x_{n},y_{n}\right)=\left({\frac {r(1+r)}{2[n^{2}(1-r)^{2}+r]}}~,~{\frac {nr(1-r)}{n^{2}(1-r)^{2}+r}}\right),}
{\displaystyle r_{n}={\frac {(1-r)r}{2[n^{2}(1-r)^{2}+r]}}}

### Інверсія кола

Під певною інверсією, розташованої в точці A, чотири початкових кола з ланцюга Паппа перетворюються на стопку з чотирьох кіл, однакових за розміром, затиснуті між двома паралельними лініями. Це пояснює формулу висоти h_{n} = n d_{n} та той факт, що початкові точки дотику лежать на загальному колі.

Висота hn центру n-го кола над основним діаметром ACB дорівнює n помножене на dn. Це може бути показано за допомогою інверсії відносно кола з центром у дотичній точці A. Інверсія кола обирається таким чином, щоб перетнути n-те коло перпендикулярно, так щоб n-те коло відображалось само на себе. Два орбелосних кола, {\displaystyle C_{U}} та {\displaystyle C_{V}}, перетворюються на паралельні лінії, що дотичні до зміщеного n-го кола; отже, інші кола ланцюга Паппа перетворюються на аналогічно затиснуті кола одного діаметру. Початкове коло {\displaystyle C_{O}} та кінцеве коло {\displaystyle C_{N}}, кожне додають ½dn до висоти hn, тоді як кола C1–Cn−1, кожне додає dn. Сума цих висот дає рівняння hn = n dn.
Таку ж інверсію можна використати для того, щоб показати, що точки де кола ланцюга Паппа дотичні один до одного лежать на спільному колі. Як показано вище, інверсія відносно точки A перетворює арбелосні кола {\displaystyle C_{U}} та {\displaystyle C_{V}} на дві паралельні лінії, а кола ланцюга Паппа на купу рівних кіл затиснутих між двома паралельними лініями. Отже, точки дотику між перетвореними колами лежить на середині лінії між двома паралельними лініями. Обертаючи інверсію в колі, ця лінія дотичних точок перетворюється назад у коло.

### Ланцюг Штейнера
У цих властивостях, що мають центри на еліпсі та точки дотику на колі, ланцюг Паппа аналогічний ланцюгу Штайнера, в якому скінченне число кіл дотикаються до двох кіл.